# Affrontements de juillet 2012 au Haut-Badakhchan

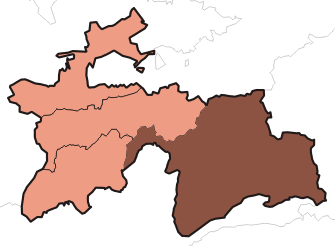
Province semi-autonome du Haut-Badakhchan au Tadjikistan.

Les affrontements de juillet 2012 du Haut-Badakhchan voient s'opposer les forces gouvernementales tadjikes et un groupe armée rebelle dirigé par Tolibbek Ayyombekov dans la province semi-autonome du Haut-Badakhchan au Tadjikistan à la fin du mois de juillet 2012. Les médias occidentaux qualifient ces affrontements comme les plus importants depuis 2010, ou depuis la guerre civile de 1992-1997.

## Contexte
Le 21 juillet 2012, le major-général Abdullo Nazarov, chef de la branche du Haut-Badakhchan des services de renseignements tadjiks (en) est mortellement poignardé à Ishkashim, après avoir été tiré de sa voiture,. Le gouvernement tadjik accuse les forces de Tolib Ayombekov, un ancien seigneur de guerre, de l'avoir assassiné. Ayombekov fut seigneur de guerre lors de la guerre civile du Tadjikistan entre l'Opposition tadjike unie et le gouvernement conduit par le président Emomali Rakhmon. Il obtient un poste gouvernemental à la suite des accords de paix mais est progressivement écarté avec d'autres seigneurs de guerre lorsque Rakhmon recentralise le pouvoir. Le gouvernement a également accusé Ayombekov de contrebande de tabac.
Ayombekov nie toute responsabilité dans la mort de Nazarov, affirmant que le général s'était tué à la suite d'une simple rixe dans un bar : sa tête aurait heurté un rocher après une chute,.

## Affrontements
À la suite de l'annonce du gouvernement qu'« Ayombekov et ses complices ont refusé de rendre des comptes à la justice », les communications téléphoniques et Internet sont coupés à la capitale du Haut-Badakhchan Khorog, ainsi que le principal site internet d'information du Tadjikistan. Le personnel des groupes d'aides internationaux sont évacués et des barrage routiers sont dressés sur les routes conduisant à la zone. Les forces militaires tadjikes entrent alors dans la province, entraînant « d'importants combats » le 24 juillet face aux militants fidèles à Ayombekov dans les rues de Khorog. Ayombekov affirme dans un entretien que 800 soldats tadjiks sont déployés dans la zone. Les résidents rapportent avoir vu des véhicules blindés et des hélicoptères d'attaque.
Selon la télévision d'État, 23 soldats sont blessés mais aucun soldat ou civil n'est tué lors de ces affrontements. La liste des victimes varie cependant. BBC News rapporte que 12 soldats et 30 militants sont tués, mais une source hospitalière affirme que plus de 100 militaires et 100 civils sont tués. Associated Press cite une source gouvernementale anonyme qui affirme qu'au moins 20 soldats sont tués, et que le procureur militaire en chef, Khairullo Saidov, souffre d'une blessure au pied. Radio Free Europe rapporte que des snipers ont tué au moins 6 civils, dont des enfants. Al Jazeera rapporte que 12 soldats et 30 rebelles ont été tués, et que plus de 20 soldats ont été blessés.
Le président Rakhmon ordonne la fin des opérations le jour suivant, affirmant que les commandants rebelles ont accepté de faire des « concessions », et appelle tous les groupes rebelles du Haut-Badakhchan à déposer les armes. Reuters rapporte que le ministre de la Défense Sherali Khairulloyev s'est rendu dans la zone et a offert l'amnistie à tous les commandants rebelles se rendant.